# 2001

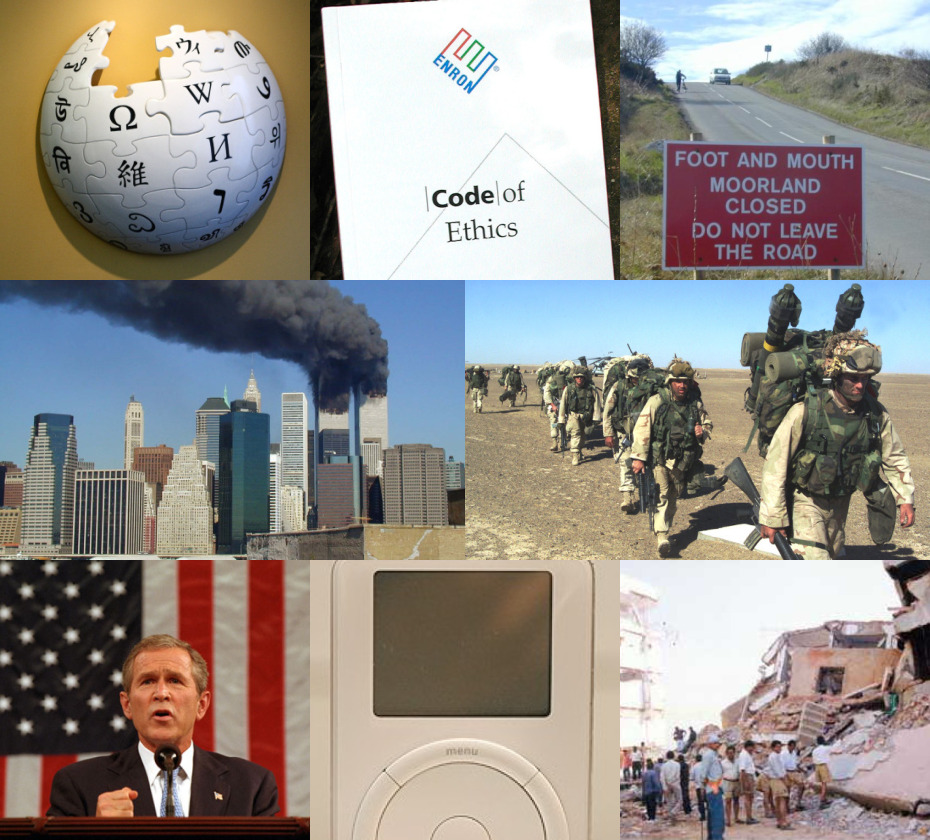
Desde arriba a la izquierda, en el sentido de las agujas del reloj: Wikipedia es fundada; Enron es disuelta tras el Escándalo Enron; letrero que advierte de no salir del camino durante el periodo de la Fiebre aftosa de 2001; soldados estadounidenses en Afganistán durante la Operación Libertad Duradera; ciudadanos examinando ruinas de edificios después del Terremoto de Guyarat de 2001; la empresa Apple crea el IPod; el Presidente de Estados Unidos George W. Bush se compromete a defender la libertad de Estados Unidos e inicia la Guerra contra el terrorismo después de que el World Trade Center fuese atacado el 11 de septiembre de dicho año.

2001 (MMI) fue un año común que comenzó en lunes según el calendario gregoriano. Fue también el número 2001 A. D. o de la designación de Era Cristiana, segundo del decenio de los años 2000, primer año del siglo XXI, y primero en marcar el inicio del tercer milenio.
El acontecimiento principal del año fueron los atentados del 11 de septiembre contra los Estados Unidos por parte del grupo terrorista Al-Qaeda, que mataron a unas 3000 personas e instigaron la guerra global contra el terrorismo, fue un evento que no solo marca este año sino también el inicio del siglo XXI en general. Estados Unidos lideró una coalición multinacional en una guerra en Afganistán después de que el gobierno talibán no extraditara al líder de Al-Qaeda, Osama bin Laden.. Otros conflictos internacionales en 2001 fueron el enfrentamiento entre India y Pakistán, así como la Segunda Intifada entre Israel y Palestina. Los conflictos internos comenzaron en Macedonia, en la República Centroafricana y en Guinea. Los desafíos políticos o los conflictos violentos provocaron cambios de liderazgo en Argentina, la República Democrática del Congo, Indonesia, Nepal y Filipinas.
Fue declarado:
- Año Internacional de los Voluntarios.
- Año Internacional del Diálogo entre Civilizaciones.
- Año de la Serpiente, según el horóscopo chino

## Acontecimientos

### Enero
- 1 de enero:
  - Primer día del siglo XXI y del milenio III.

Toma de posesión de George W. Bush como 43 presidente de los Estados Unidos.

  - Grecia se incorpora al Eurosistema.
- 2 de enero:
  - En Puerto Rico, Sila Calderón asume el cargo de gobernadora de la isla para el periodo 2001-2005. Es la primera vez que una mujer accede a ese puesto en ese país.
  - Científicos estadounidenses presentan el primer primate modificado genéticamente.
  - En El Salvador, el gobierno de Francisco Flores decide adoptar el dólar estadounidense como moneda nacional.
- 6 de enero: el papa Juan Pablo II publica la carta Novo Millennio Ineunte al comienzo del nuevo milenio.
- 10 de enero: en los Estados Unidos sale a la luz pública Nupedia precedente de Wikipedia.
- 13 de enero:
  - En Vitoria (España), 50 000 personas acuden a la manifestación convocada por la Iglesia vasca contra el terrorismo de la banda ETA.
  - En El Salvador, un terremoto de 7,9 deja 952 muertos y pérdidas económicas calculadas en 1255.4 millones de dólares estadounidenses.
- 15 de enero: en los Estados Unidos, Jimmy Wales y Larry Sanger crean Wikipedia.
- 17 de enero: en Colombia, las AUC (Autodefensas Unidas de Colombia) perpetraron una masacre en el corregimiento de Chenge, municipio de Ovejas, departamento de Sucre, al noroccidente del país. 27 personas mueren asesinadas.
- 20 de enero: en Estados Unidos toma posesión como presidente George W. Bush.

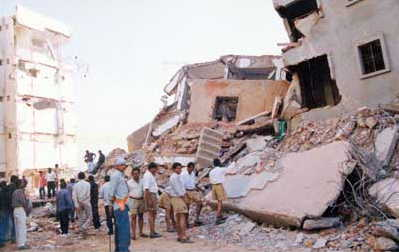
Terremoto de Guyarat de 2001

- Terremoto de Guyarat de 200126 de enero: un terremoto de 7,6 sacude el estado indio de Guyarat dejando 20.000 muertos y 166.000 heridos.
- 31 de enero: un Boeing 747-400 y un McDonnell Douglas DC-10 de Japan Airlines evitan una colisión en pleno vuelo durante el Incidente aéreo de Japan Airlines de 2001; 99 ocupantes resultan heridos (9 de ellos de gravedad). Todos los ocupantes de ambas aeronaves sobreviven.

### Febrero
- 4 de febrero: Herbert Vianna líder de la banda de rock brasileña Os Paralamas, sufre un accidente en Mangaratiba, Estado de Río de Janeiro al caer su avioneta. Queda parapléjico y despierta tras 44 días en coma.
- 5 de febrero: las compañías eléctricas Endesa e Iberdrola anuncian la ruptura del proceso de fusión, iniciado en el mes de octubre de 2000.
- 6 de febrero: el líder del Likud, Ariel Sharon, derrota al laborista Ehud Barak y se convierte en primer ministro de Israel.
- 7 de febrero:
  - En Ecuador, firman un acuerdo el presidente Gustavo Noboa y Antonio Vargas (líder de la CONAIE).
  - En Israel, el líder ultraconservador del Likud, Ariel Sharón, es investido primer ministro con el apoyo de 73 de los 120 diputados del Congreso.
- 10 de febrero: un submarino nuclear estadounidense hunde por error un buque escuela japonés.
- 11 de febrero:
  - En los Estados Unidos, el análisis del genoma confirma que el ser humano tiene poco más de 30 000 genes.
  - En España, siete técnicos de la Compañía Lírica fallecen en un accidente de tráfico.
- 13 de febrero:
  - En El Salvador, un segundo terremoto de 6,6 añade 315 muertos y más pérdidas económicas al terremoto ocurrido justo un mes antes.
  - Javier Bardem se convierte en el primer actor español candidato a los premios Óscar por su interpretación en el filme de Julian Schnabel Antes de que anochezca.
- 14 de febrero: en Israel, siete militares y un civil israelí, mueren al ser arrollados por un autobús manejado por un conductor palestino, en un atentado reivindicado por el movimiento integrista islámico Hamás.
- 15 de febrero: el club peruano de fútbol Alianza Lima cumple cien años de vida institucional.
- 16 de febrero: en Irak, la aviación estadounidense bombardea la antiquísima ciudad de Bagdad, capital del país.
- 17 de febrero:
  - En Lahti, el esquiador español de origen alemán Johann Mühlegg logra la medalla de plata en la prueba de fondo de 20 kilómetros de los Campeonatos del Mundo de esquí nórdico, lo que supone el primer podio de la historia española en esta competición.
  - En Ambato (Ecuador), Se celebraron 50 años de la Fiesta de la fruta y de las flores.
- 18 de febrero:
  - En los Estados Unidos, el agente del FBI Robert Hanssen es arrestado bajo cargos de haber espiado para Rusia durante 15 años.
  - En los Estados Unidos, Dale Earnhardt muere en la última vuelta de las 500 millas de Daytona.
  - En Berlín, 2001 Intimidad, la producción francesa del director Patrice Chérau consigue el Oso de Oro de la LI edición del Festival de Cine de Berlín.
- 22 de febrero:
  - En San Sebastián (País Vasco) la banda terrorista ETA realiza un atentado con coche bomba que mata a dos empleados de la empresa Elektra.
  - Por decreto legislativo es reconocida oficialmente la Oración a la Bandera Salvadoreña como símbolo patrio de El Salvador.
- 28 de febrero: Un terremoto de 6,8 sacude el Noroeste del Pacífico dejando 1 fallecido, alrededor de 400 heridos y entre 1 y 4 billones de dólares en daños.

### Marzo
- 1 de marzo: en Afganistán, los talibanes (fundamentalistas islámicos) destruyen antiquísimas estatuas de Buda.
- 3 de marzo: en el Estadio Azteca se realizará el evento Unidos por la paz.
- 4 de marzo: se produce el colapso del puente Hintze Ribeiro en el norte de Portugal, causando la muerte de 59 personas.
- 10 de marzo: comienza el Gran Hermano Argentina ―que ya se ha realizado en Alemania, España y Países Bajos―, conducido por la actriz Soledad Silveyra.
- 15 de marzo: dos explosiones en la plataforma petrolífera Petrobras 36 matan a 11 personas y provocarán el hundimiento de esa plataforma 5 días después.
- 21 de marzo: fallece el emprendedor, político e industrial coreano Chung Ju-yung.
- 22 de marzo: el presidente macedonio, Boris Trajkovski, anuncia el objetivo de su Gobierno de «neutralizar y eliminar a los extremistas albaneses» que, semanas atrás, habían iniciado una ofensiva contra el ejército del país y amenazaban con desatar un nuevo conflicto bélico en los Balcanes.
- 23 de marzo: la estación espacial rusa Mir reentra en la atmósfera terrestre y se desintegra antes de tocar la superficie terrestre.
- 24 de marzo: la empresa estadounidense Apple lanza al mercado el sistema operativo Mac OS X.
  - en Hiroshima, se registra un terremoto de 6,7 que deja 2 muertos.
- 28 de marzo
  - Toma del rectorado de la Universidad Central de Venezuela: Estudiantes de izquierda que se apropiaron violentamente del edificio por 36 días, hasta ser expulsados por la comunidad estudiantil.[2]
  - En México en la Cámara de Diputados en San Lázaro, la Comandanta Esther del EZLN pronuncia un discurso por la paz en Chiapas terminado el discurso la Cámara termina cantando el Himno Nacional.
- 30 de marzo: se estrena en Nickelodeon la serie animada, Los Padrinos Mágicos creada por Butch Hartman, quien vino de los de cortos de Oh Yeah! Cartoons para convertirse en la serie más exitosa del canal junto con Bob Esponja.

### Abril
- 1 de abril:
  - El expresidente serbio Slobodan Milošević y el general Radislav Krstić fueron procesados en 2001 por el Tribunal Penal Internacional para la ex Yugoslavia. Slobodan Milošević ingresa en prisión acusado de malversación de fondos.
  - Países Bajos es el primer país en aprobar el Matrimonio igualitario.
- 2 de abril: el ejército israelí atenta contra Mohamed Abdel Al, destacado dirigente del movimiento fundamentalista de la Yihad islámica.
- 7 de abril: en España, el PASOC acuerda en su congreso federal abandonar el seno de Izquierda Unida.
- 11 de abril: en un histórico partido la selección de fútbol de Australia golea por 31-0 a Samoa Americana.
- 13 de abril: en Paraguay muere el niño Héctor Maciel (16) durante el servicio militar obligatorio. Es la víctima n.º 106 del ejército desde el derrocamiento del dictador Alfredo Stroessner, en 1989.[3]
- 20 de abril: en la Amazonía peruana, a unos 60 km de la ciudad de Iquitos, la Fuerza Aérea del Perú ―con información de la CIA estadounidense― derriba una avioneta creyendo que se trataba de narcotraficantes. Al caer se identifica a una familia de evangelistas estadounidenses: la esposa (Veronica Bowers, 35) y su bebé adoptada (Charity, de 7 meses) fallecen instantáneamente por el ametrallamiento, mientras el esposo (Jim Bowers, 37), su hijo (Cory, 6) y el piloto (herido en ambas piernas) sobreviven.[4]
- 20-22 de abril: Se realiza la III Cumbre de las Américas en la Ciudad de Quebec, Canadá durante la cita presidencial ocurren protestas antiglobalización en las afueras de la ciudad, hay cientos de detenidos y heridos y saqueos a la propiedad privada y pública
- 23 de abril: Madrid es elegida Capital Mundial del Libro.
- 25 de abril: en el circuito de Lausitzring, cerca de Dresde, (Alemania) fallece en accidente el piloto Michele Alboreto.

### Mayo
- 1 de mayo: en México cierra el canal de noticias ECO.
- 12 de mayo: en el Parken Stadium de Copenhague se celebra la 46.ª edición del Festival de la Canción de Eurovisión, ganando por primera vez un país de Europa del Este, Estonia.
- 13 de mayo: se celebran elecciones autonómicas en el País Vasco (España). Gran triunfo de la coalición formada por EAJ-PNV/EA, que logra formar gobierno para los próximos cuatro años, con Juan José Ibarretxe como lehendakari del Gobierno Vasco.
- 15 de mayo: en los Estados Unidos, se produce el incidente ferroviario del CSX 8888 que no dejó víctimas fatales.
- 20 de mayo:
  - se inicia Wikipedia en español.
  - Santos Laguna obtiene su segundo título de liga ante Pachuca en el Torneo Verano 2001, siendo el primer campeón del fútbol mexicano en el Siglo XXI y el III Milenio.
- 25 de mayo: centenario del club de fútbol argentino River Plate.
- 30 de mayo: inicio de la quinta edición de la Copa FIFA Confederaciones 2001, por primera vez en dos países: Corea del Sur y Japón.

### Junio
- 1 de junio: se produce la masacre real en Nepal. En el Palacio Real de Narayanhity son asesinados el Rey Birendra de Nepal y la Reina Aishwarya.
- 3 de junio: en Perú, Alejandro Toledo es elegido nuevo presidente.
- 5 de junio:
  - En Estados Unidos, la cantante y compositora Alicia Keys, lanza al mercado su álbum debut de estudio titulado Songs in A Minor.
  - El cantautor mexicano Cristian Castro, lanza al mercado su séptimo álbum de estudio titulado Azul.
- 6 de junio: un jurado de Los Ángeles (California) condena a la empresa Philip Morris (fabricante de los cigarrillos Marlboro) a pagar 3000 millones de dólares a un fumador de 56 años de edad con cáncer de pulmón irreversible. Este es el caso más oneroso en un caso judicial sobre cigarrillos y posiblemente el más grande de un individuo contra una empresa estadounidense.[5]
- 7 de junio: En Reino Unido, el Partido Laborista de Tony Blair gana las elecciones generales.
- 10 de junio:
  - En Argentina, San Lorenzo de Almagro se alza con el Torneo Clausura 2001.
  - En Yokohama (Japón), termina la Copa FIFA Confederaciones donde la Selección de Francia es campeona de la Copa FIFA Confederaciones al derrotar al local Japón por 0-1
- 11 de junio:
  - En EE. UU., el delincuente Timothy McVeigh es ejecutado por su intervención en el atentado de Oklahoma.
  - En Italia, Silvio Berlusconi jura como primer ministro por segunda ocasión.
- 14 de junio: en China nace la Organización de Cooperación de Shanghái, organización intergubernamental fundada por los líderes de la República Popular China, Rusia, Kazajistán, Kirguistán, Tayikistán y Uzbekistán, países que, con la excepción de Uzbekistán, habían sido previamente conocidos como los Cinco de Shanghai.
- 16 de junio:
  - En Pisa (Italia) se reabre la Torre de Pisa después de diez años de trabajo.
  - En México la selección nacional pierde por primera vez un partido en el Estadio Azteca de eliminatorias mundialistas esta vez rumbo a Corea-Japón 2002 fue derrotado por Costa Rica por 2 goles a 1
- 17 de junio: Comienza la 13.ª Edición de la Copa Mundial de Fútbol Sub-20 de 2001 por primera vez en Sudamérica en esta ocasión en Argentina.
- 18 de junio: el partido del exrey Simeón gana las elecciones legislativas en Bulgaria.
- 23 de junio: en el sur de Perú se registra un terremoto de 8,4 y un tsunami, que afectan a los departamentos peruanos de Arequipa, Moquegua y Tacna, dejando un saldo de 145 personas muertas y más de 2.700 heridas.
- 25 de junio: en Venezuela el exagente de Fujimori Vladimiro Montesinos es capturado tras 10 meses en fuga y tras los célebres Vladivideos que involucraron a varios políticos y personalidades peruanas con sobornos gubernamentales en complicidad con el fujimorismo, Lo anunció Hugo Chávez en la cumbre andina en Valencia, Venezuela
- 28 de junio: Boca Juniors se consagra campeón de la Copa Libertadores 2001 al haberle ganado por penales al Cruz Azul de México.

### Julio
- 8 de julio: en Buenos Aires (Argentina) finaliza el Mundial sub-20 donde por cuarta vez se consagra campeón del mundo de esta categoría el anfitrión Argentina al derrotar a Ghana por 3-0.
- 11 de julio: comienza la 40.ª edición de la Copa América 2001 por primera vez en Colombia como sede, a pesar de las amenazas de las FARC (Fuerzas Armadas Revolucionarias de Colombia) y de los Paramilitares para desestabilizar la realización del evento futbolístico.
- 20 de julio: en las protestas por la cumbre del G-8 muere asesinado Carlo Giuliani por el cuerpo de carabineros de Italia.
- 28 de julio: Alejandro Toledo Manrique se convierte en el 57° presidente del Perú tras ganar la segunda vuelta en junio pasado, después de juramentar en el Congreso se traslada a la sede incendiada del Banco de la Nación para recordar a los que lucharon contra la presidencia dictatorial de Fujimori.
- 29 de julio: en Bogotá (Colombia) finaliza la Copa América 2001, donde la selección de Colombia se consagra campeón y obtiene su primer título de Copa América tras vencer por la mínima diferencia de un gol por cero a la selección de México con gol de Iván Ramiro Córdoba.
- 30 de julio: en Panamá se registra un terremoto de 6.5 que deja varios heridos y algunas viviendas destruidas.

### Agosto
- 1 de agosto: en España se empieza a retirar de las gasolineras la gasolina súper, la única con plomo.
- 6 de agosto: en Bolivia, Hugo Bánzer renuncia como presidente de Bolivia por problemas de salud.
- 7 de agosto: en Bolivia, el vicepresidente Jorge Quiroga, jura como presidente de Bolivia hasta el 6 de agosto de 2002.
- 10 de agosto: el transbordador espacial Discovery parte de Cabo Kennedy rumbo a la Estación Espacial Internacional (EEI) con la tercera tripulación permanente.
- 12 de agosto: Michael Schumacher logra su cuarto título mundial de Fórmula 1 tras imponerse en el Gran Premio de Hungría.
- 14 de agosto: en los Estados Unidos, un avión experimental de la NASA, el Helios, alimentado por energía solar fotovoltaica, bate el récord mundial de altura de vuelo, llegando a 29.520 m (los aviones comerciales vuelan a 10 000).
- 16 de agosto:
  - Emilio Botín se convierte en presidente único del Banco Santander.
  - En Madrid la policía detiene al narcotraficante gallego Sito Miñanco.
  - Marcelo Salas se transforma en el traspaso más caro realizado por un futbolista chileno en la época al ser fichado por la Juventus de Turín por € 25.000.000, superando así su propio récord.
- 23 de agosto: un ciudadano francés que volaba en parapente se quedó enganchado en la antorcha de la Estatua de la Libertad, en Nueva York.[6]
- 24 de agosto:
  - Sobre el océano Atlántico, el vuelo 236 de Air Transat, en su ruta desde Toronto (Canadá) hasta Lisboa (Portugal), se queda sin combustible debido a una fuga. Tuvo que desviarse al aeropuerto más cercano planeando hasta aterrizar de emergencia en las islas Azores. Esto supuso el planeo más largo de un avión comercial en la historia, volando sin motores durante 30 minutos y recorriendo 120 kilómetros. Los 306 pasajeros sobreviven.
  - El cantautor Joaquín Sabina sufre un leve infarto cerebral.
- 25 de agosto: la cantante y actriz estadounidense Aaliyah fallece al caerse la avioneta que la transportaba en las Bahamas.
- 27 de agosto: el congreso peruano aprueba levantar la inmunidad constitucional del expresidente Alberto Fujimori con el fin de acusarlo formalmente de crímenes de lesa humanidad.
- 29 de agosto: en Jaén se inaugura el Nuevo Estadio de la Victoria, donde juega sus partidos como local el Real Jaén Club de Fútbol.
- 31 de agosto:
  - En España, la Dirección General de Farmacia decreta la inmovilización cautelar de un dializador comercializado por la multinacional Baxter, después de la muerte de doce pacientes sometidos a hemodiálisis en Valencia, Madrid y Barcelona.
  - En Tokio (Japón), al menos 44 personas mueren y varias decenas resultan heridas como consecuencia de una fuerte explosión registrada en una zona de ocio del centro de la ciudad.

### Septiembre
- 1 de septiembre: YTV estrena por primera vez Gadget y los Gadgetinis.
- 5 de septiembre: Bolivia realiza el censo de población y vivienda de 2001, después de 9 años respecto al censo anterior de 1992.
- 7-10 de septiembre: Michael Jackson realiza una serie de conciertos celebrando sus 30 años como solista (1971).
- 9 de septiembre:
  - Penúltima victoria de Universidad de Chile ante Colo Colo en el Estadio Monumental.
  - En Khvajeh Ba Odin muere Ahmad Shah Masud (líder del Ejército de Jamiati Islami) fue víctima de un atentado suicida perpetrado por Al-Qaeda.

- 11 de septiembre:

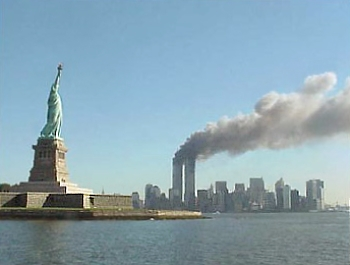
Las Torres Gemelas ardiendo

  - Ocurren los atentados simultáneos contra las Torres Gemelas (en Nueva York) y El Pentágono (en Virginia). Perpetrados aparentemente por extremistas islámicos pertenecientes a la red Al Qaeda y a cuyo líder Osama bin Laden se le atribuyó la autoría de los ataques. Los atentados causaron más de 6000 heridos, la muerte de 2996 personas y resultando muertos igualmente los 19 terroristas.
  - En Lima (Perú), la Asamblea de la OEA aprueba la Carta Democrática Interamericana.
- 14 de septiembre: en Lima (Perú) se celebran los 350 años de la devoción al Señor de los Milagros.
- 18 de septiembre: se inician una serie de ataques con ántrax en EE. UU., que durarán hasta el 9 de octubre.
- 20 de septiembre: En un discurso ante una sesión conjunta del congreso y al pueblo estadounidense, el presidente George W. Bush, declara una "guerra contra el terrorismo".

### Octubre

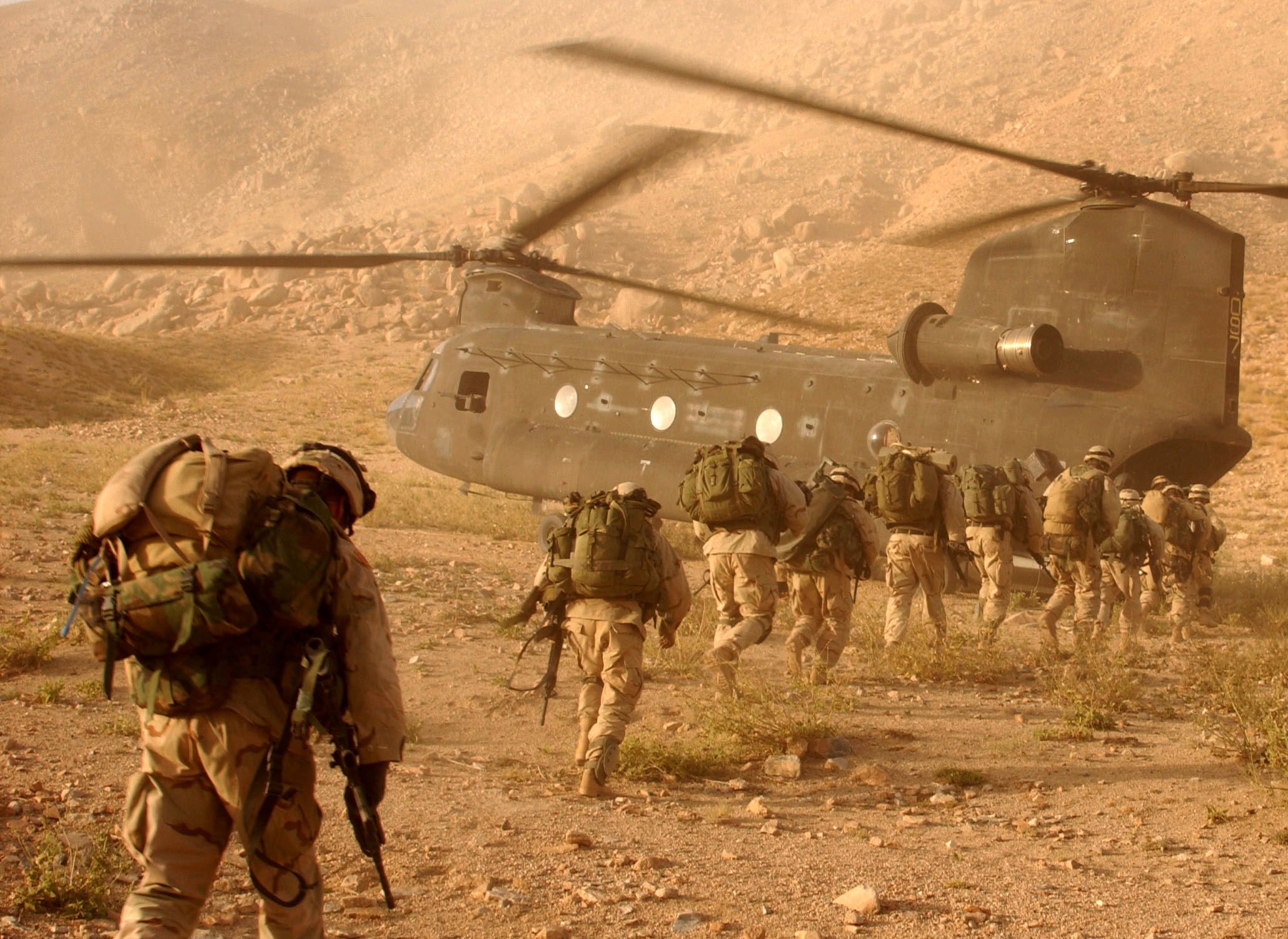
Inicia la guerra de Afganistán.

- 6 de octubre: en Japón Hoshi no Kābī Estreno Su Primer Capítulo.
- 7 de octubre: Afganistán es invadida por parte de Estados Unidos y sus aliados.
- 12 de octubre: en Estados Unidos, el programa de televisión America's Most Wanted presenta a petición del presidente Bush las fotos de los 22 terroristas más buscados del mundo.
- 16-19 de octubre: se realiza el segundo Congreso Internacional de la Lengua Española en la ciudad de Valladolid.
- 23 de octubre:
  - Se crean los reproductores iPod.
  - Se cambia a Megavisión por el nombre MEGA en Chile.
- 25 de octubre: se lanza al mercado Windows XP.
- 26 de octubre: en Irán se inauguran, a pesar de la guerra, los Juegos Femeninos Musulmanes, con la presencia de más de 200 mujeres atletas de origen musulmán, entre ellas afganas y estadounidenses.
- 26 de octubre: en Estados Unidos, el presidente George W. Bush firma la resolución de la "Ley Patriótica", que brinda ilimitados "poderes" a la policía, la CIA y el FBI.
- 27 de octubre: en Quito, la Liga Deportiva Universitaria de Quito logra el ascenso a la máxima categoría del fútbol ecuatoriano, tras estar 356 días militando en la Serie B.
- 30 de octubre: en Estados Unidos, el músico Michael Jackson lanza su último álbum en vida, Invincible.

### Noviembre
- 1 de noviembre: en Santo Domingo (República Dominicana) fallece el expresidente Juan Bosch.
- 4 de noviembre: en Nicaragua, Enrique Bolaños es elegido presidente.
- 4 de noviembre: se estrena la primera película de la saga Harry Potter (Harry Potter y la piedra filosofal).
- 5 de noviembre: en Latrobe (Pensilvania), una tal Shirley Turner (40), que había viajado 1523 km desde Omaha, asesina a tiros a su exnovio Andrew Bagby (28), de quien acababa de quedar embarazada. Su hijo Zachary Bagby nació el 18 de julio de 2002. Un año después, el 18 de agosto de 2003, en el muelle del pueblo Conception Bay South, 27 km al oeste de la ciudad de San Juan de Terranova (Canadá), Shirley Turner (42) se arrojará al mar para suicidarse y al mismo tiempo asesinar a su hijo Zachary Bagby (1), de quien tenía la custodia a pesar de enfrentar el juicio por haber asesinado dos años antes a Andrew Bagby.
- 7 de noviembre: en el Estadio Olímpico Atahualpa, la selección de fútbol de Ecuador clasifica a su primera Copa Mundial de la FIFA al empatar 1 a 1 con la Selección de Fútbol de Uruguay.
- 9 de noviembre: se inaugura el Kodak Theatre.
- 12 de noviembre: en el distrito de Belle Harbor, en el barrio neoyorquino de Queens se estrella un avión Airbus A300 de la American Airlines. Mueren 260 personas (Véase vuelo 587 de American Airlines).
- 14 de noviembre: Un terremoto de 7,8 sacude China.
- 15 de noviembre: Lanzamiento de la primera Xbox
- 25 de noviembre: en Honduras, Ricardo Maduro es elegido nuevo presidente.
- 28 de noviembre: Cae en bancarrota Enron.
- 29 de noviembre: en Los Ángeles, California fallece el ex-beatle George Harrison a causa de un cáncer de pulmón.
- 29  de noviembre: Se estrena la película de Harry Potter y la piedra filosofal

### Diciembre
- 1 de diciembre: en la carretera que conduce de Sogamoso a Yopal (Colombia), un grupo de paramilitares detiene un bus con 18 pasajeros, separan a dos niños y una anciana y fusilan a los otros 15 hombres y mujeres y el cierre de Trans World Airlines Twa.
- 2 de diciembre: en Argentina se anuncia una nueva medida de extracción de dinero de los bancos, implementada por el ministro de economía Domingo Cavallo, que se conoció como Corralito.
- 5 de diciembre: en Chile, Eduardo Miño se quema a lo bonzo frente al Palacio de la Moneda.
- 7 y 8 de diciembre: en México, el Teletón recaudó 207,4 millones de pesos, e inauguración del Centro de Rehabilitación Infantil Teletón en Oaxaca
- 10 de diciembre: en Venezuela los empresarios realizan un paro patronal en protesta por las 49 leyes habilitantes.
- 11 de diciembre: China entra en la Organización Mundial del Comercio.[7]
- 15 de diciembre: el Pachuca FC es campeón del Torneo Invierno venció 2-0 a los Tigres de la UANL.
- 19 de diciembre: en Argentina decenas de miles de personas saquean tiendas y supermercados en el Gran Buenos Aires. El presidente De la Rúa decreta el estado de sitio en todo el país. Renuncia el ministro de Economía Domingo Cavallo.

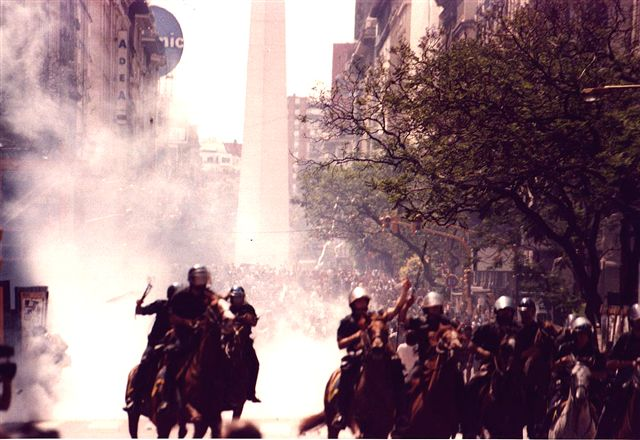
Protestas en frente del obelisco de Buenos Aires el 20 de diciembre de 2001

- Protestas en frente del obelisco de Buenos Aires el 20 de diciembre de 200120 de diciembre: en Buenos Aires, a raíz de las protestas durante casi toda la jornada con represión policial y 39 manifestantes asesinados por la policía, renuncia el presidente Fernando de la Rúa.
- 22 de diciembre: frente a las islas Amami (Japón), la Guardia Costera de Japón, hunde un barco espía norcoreano. Mueren los 15 tripulantes norcoreanos.
- 23 de diciembre:
  - En Buenos Aires asume Adolfo Rodríguez Saá como presidente provisional.
  - En las islas Comoras, los acuerdos de paz entre el Gobierno y la guerrilla separatista permiten la aprobación de la Constitución.
- 27 de diciembre: en el estadio de Vélez Sarsfield, Racing empata 1 a 1 con el visitante consagrándose campeón del torneo Apertura 2001 y consiguiendo un título a nivel local luego de 35 años.
- 29 de diciembre: en Lima (Perú), se produce un megaincendio que destruye gran parte de la zona comercial conocida como Mesa Redonda, causando cerca de 300 muertos y 180 desaparecidos.
- 30 de diciembre: en Buenos Aires renuncia el presidente provisional de Argentina, Adolfo Rodríguez Saá. El cargo recae en el presidente de la Cámara de Diputados, Eduardo Camaño.
- 31 de diciembre: termina el soporte técnico de Windows desde la versión 1.0 hasta Windows 95.

## Arte y literatura
- 6 de enero: Fernando Marías obtiene el premio Nadal por su novela El niño de los coroneles.
- 19 de junio: se publica American Gods.
- 30 de octubre: Michael Jackson publica su último álbum Invincible.
- Arturo Pérez-Reverte: Con ánimo de ofender (recopilación de artículos).
- Dan Brown: La conspiración.

## Ciencia y tecnología
- Científicos estadounidenses presentan el primer primate modificado genéticamente.
- 23 de octubre: Tony Fadell con Apple Inc. lanza a la venta el iPod.
- 25 de octubre: Microsoft lanza el sistema operativo Microsoft Windows XP.

### Astronáutica
- 12 de julio: lanzamiento del satélite de comunicaciones experimental europeo Artemis.
- 8 de agosto: lanzamiento de la sonda Génesis estadounidense con la misión de estudiar el viento solar.
- 18 de octubre: lanzamiento del satélite comercial de teledetección QuickBird.
- 22 de octubre: lanzamiento del satélite alemán de observación terrestre BIRD.
- 7 de diciembre: lanzamiento del satélite artificial TIMED, dedicado al estudio de las capas altas de la atmósfera.

### Internet
- Creación de Wikipedia.
- Creación de Managerzone (que actualmente opera desde Karlskrona).

## Consolas y videojuegos

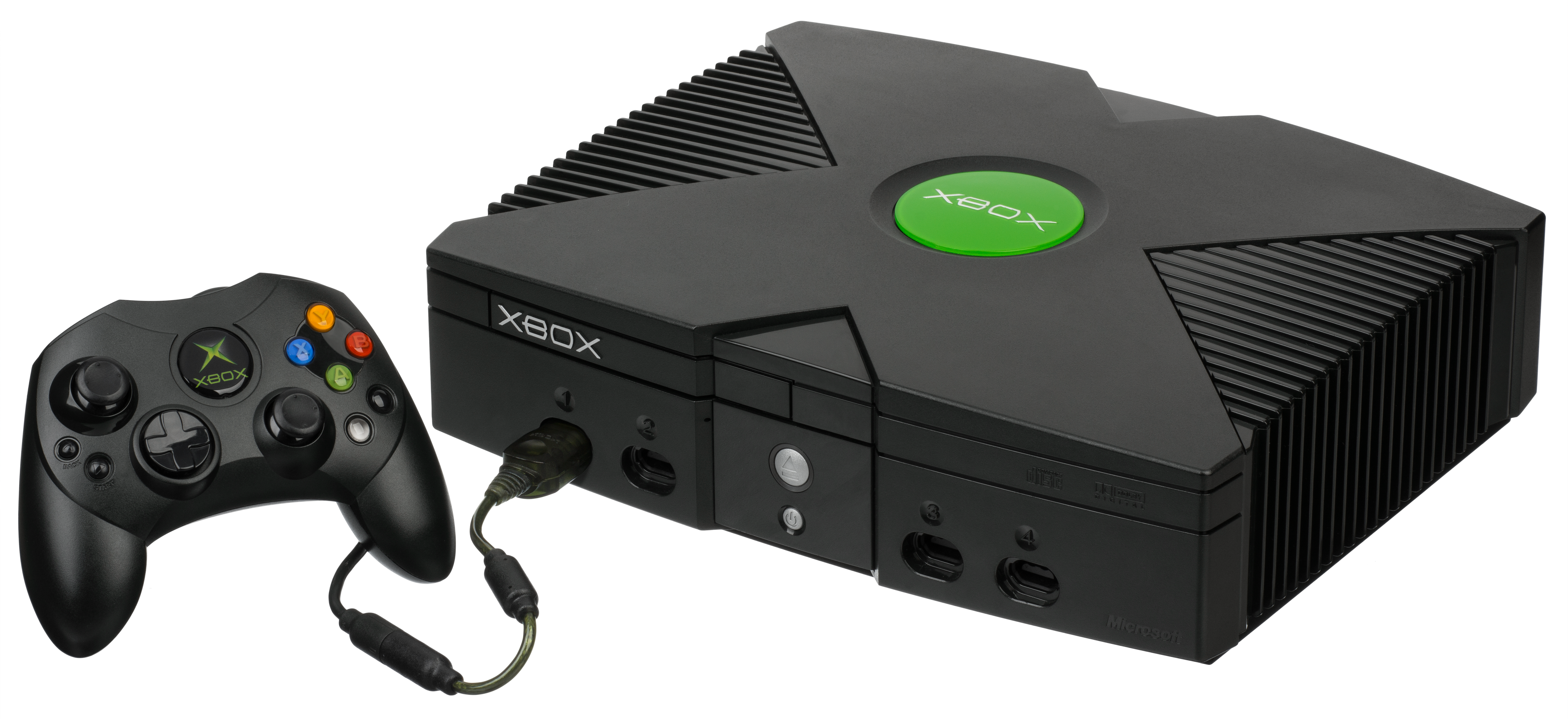
Xbox

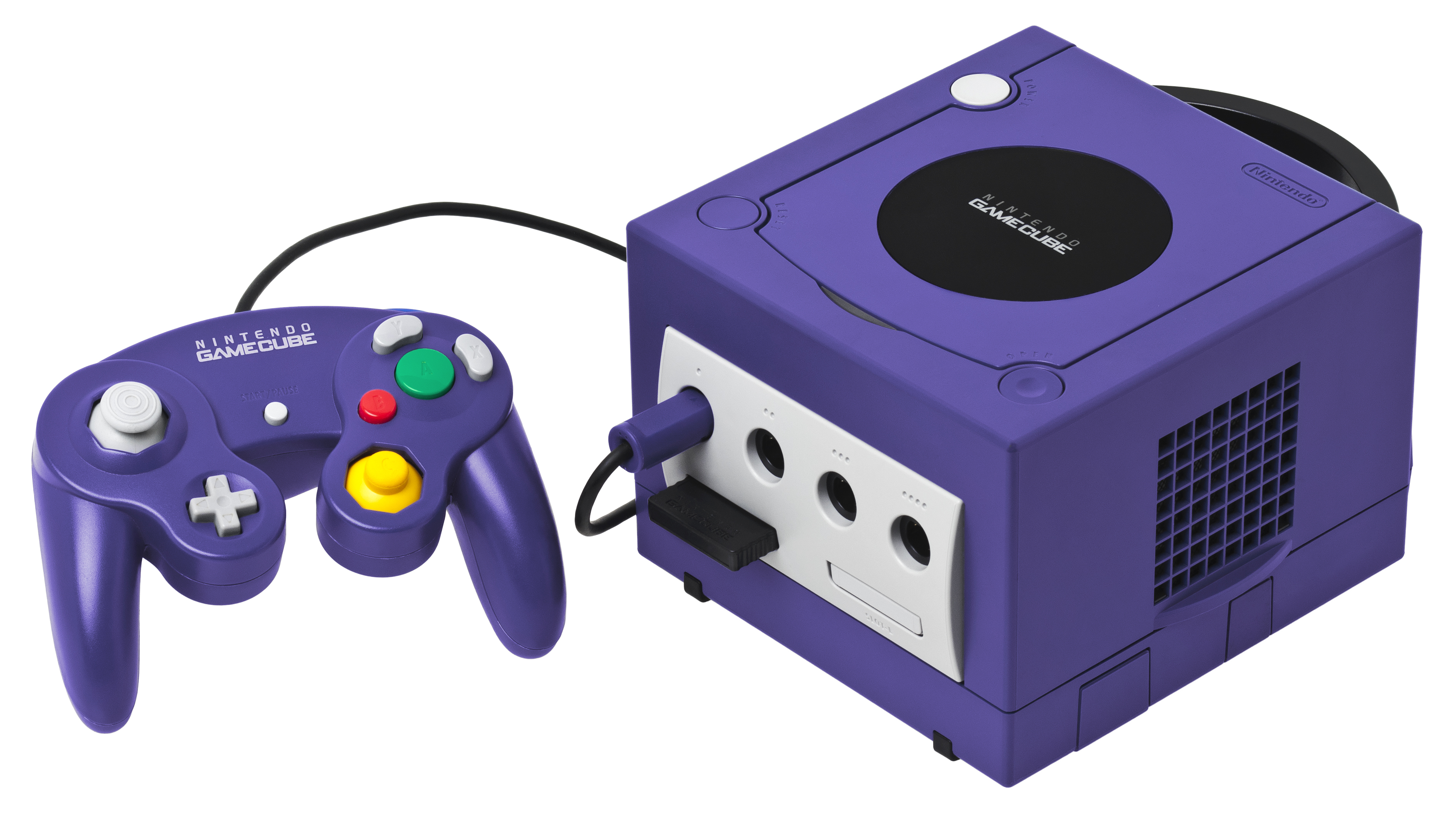
Nintendo GameCube

- Nintendo saca a la venta su nueva consola portátil, la Game Boy Advance.
- Nintendo saca a la venta su nueva consola de mesa, la Nintendo GameCube en Japón y Estados Unidos.
- SEGA anuncia la descontinuación de la consola Dreamcast y que ya no producirán más consolas de videojuegos, ahora solo se enfocarán en hacer videojuegos para otras plataformas, aun así, seguirían lanzando juegos con producción ya muy avanzada para la consola hasta 2002 en Estados Unidos y Europa, y 2006 en Japón.
- Microsoft saca a la venta en los Estados Unidos su primera consola, Xbox. Fue lanzada también en 2002 en Europa y Japón.
- 29 de octubre: Traveller's Tales y Universal Interactive Studios estrenaron Crash Bandicoot: The Wrath of Cortex en Estados Unidos para PlayStation 2.
- 15 de noviembre: Microsoft y Bungie estrenan el videojuego Halo: Combat Evolved para el Xbox.
- 15 de noviembre: Eolith y BrezzaSoft lanzan el videojuego The King of Fighters 2001 para el sistema Arcade Neo Geo.
- 4 de diciembre: Naughty Dog y Sony estrenaron Jak & Daxter: The Precursor Legacy para PlayStation 2 en Estados Unidos.
- PopCap Games saca a la venta su juego Bejeweled.
- Nintendo y Rare saca a la venta el juego Conker's Bad Fur Day para Nintendo 64.
- Nintendo saca a la venta el juego Dr. Mario 64, para Nintendo 64.
- Nintendo y Hudson Soft sacan a la venta Mario Party 3, para Nintendo 64.
- Nintendo saca a la venta el juego Super Smash Bros. Melee, para Nintendo GameCube.
- Nintendo saca a la venta el juego Luigi's Mansion, para Nintendo GameCube.
- Capcom lanza al mercado Devil May Cry.
- Rockstar Games lanza Grand Theft Auto III para PlayStation 2, el primer videojuego de acción libre y 3D de la franquicia.
- Konami estrena las arcades Dance Dance Revolution 5thMIX y DDRMAX -Dance Dance Revolution 6thMIX-.
- Hideo Kojima y Konami lanzan Metal Gear Solid 2 en Estados Unidos y en Japón.
- SEGA saca el juego Sonic Adventure 2 en Dreamcast, meses después sería porteado para Nintendo GameCube.
- SEGA y THQ junto con Dimps lanzan el juego Sonic Advance para Game Boy Advance, primera vez que un videojuego de la franquicia de Sonic aparecía en una consola de Nintendo.
- Valve lanza Half-Life Blue Shift para PC.
- Squaresoft saca a la venta para PlayStation 2, Final Fantasy X el décimo título de la saga, que introduce por primera vez diálogo por voz en el juego.
- Ocurre (según algunas teorías de internet) los acontecimientos ficticios de la película "Five Nights At Freddy´s" lanzada en 2023

## Deporte

### Baloncesto
- Euroliga: Maccabi Tel Aviv.
- Copa Korac: Campeón Unicaja Málaga.
- ACB: Campeón el F. C. Barcelona.
- NBA: Campeón Los Angeles Lakers.
- Eurobasket: Serbia.

### Béisbol
- Grandes Ligas de Béisbol: Cascabeles de Arizona, campeones de la Serie Mundial.

### Fútbol
- Copa América:  Colombia, campeón.
- Copa Confederaciones:  Francia, campeón.
- Copa UNCAF 2001:  Guatemala campeón
- Liga de Campeones: Bayern de Múnich, campeón. Valencia CF subcampeón.
- Copa Intercontinental: Bayern de Múnich, campeón. Boca Juniors subcampeón.
- Copa de la UEFA: Liverpool FC campeón. Deportivo Alavés subcampeón.
- Supercopa de Europa: Liverpool FC, campeón.
- Copa Libertadores de América: Boca Juniors campeón. Cruz Azul subcampeón.
- Copa Mercosur: San Lorenzo de Almagro campeón. Flamengo subcampeón.
- Copa Merconorte: Millonarios campeón. Emelec subcampeón.
- Liga española de fútbol: Real Madrid, campeón.
- Liga Inglesa: Manchester United, campeón.
- Liga Italiana: AS Roma, campeón.
- Liga Alemana: Bayern de Múnich, campeón.
- Liga de Brasil: Vasco de Gama, campeón.
- Liga Argentina:
  - Clausura: San Lorenzo de Almagro.
  - Apertura: Racing Club (después de 35 años sin títulos locales).
- Liga chilena: Santiago Wanderers, campeón.
- Campeonato Uruguayo de Fútbol: Nacional, campeón.
- Fútbol Profesional Colombiano: América de Cali, campeón.
- Campeonato Ecuatoriano de Fútbol: Emelec, campeón.
- Liga Peruana de Fútbol: el Alianza Lima, se consagra campeón en su centenario derrotando en la tanda de penales al también centenario Cienciano del Cuzco .
- Liga mexicana: Club Santos Laguna, campeón. Club de Fútbol Pachuca, campeón.
- Primera División de Venezuela: Caracas FC, campeón.
- Balón de Oro: El inglés Michael Owen, proclamado mejor futbolista del mundo del año 2001, según la revista France Football.
- Mundial Sub-20: Argentina campeón, triunfando ante Ghana por 3-0 en la final, disputada en el estadio del Club Atlético Vélez Sarsfield.

### Balonmano
- Copa de Europa de Balonmano: SC Magdeburg(Alemania), campeón.
- Recopa de Europa de Balonmano: CB Ciudad Real(España), campeón.
- Copa EHF: THW Kiel, campeón.
- Liga ASOBAL(España): Portland San Antonio, campeón.

### Atletismo
- Campeonato del Mundo de Atletismo: En el mes de agosto se celebra la octava edición en Edmonton (Canadá).

### Tenis
- Abierto de Australia: Hombres: Andre Agassi a Arnaud Clément. Mujeres: Jennifer Capriati a Martina Hingis.
- Roland Garros: Hombres: Gustavo Kuerten a Àlex Corretja. Mujeres: Jennifer Capriati a Kim Clijsters.
- Wimbledon: Hombres: Goran Ivanišević a Patrick Rafter. Mujeres: Venus Williams a Justine Henin.
- US Open: Hombres: Lleyton Hewitt a Pete Sampras. Mujeres: Venus Williams a Serena Williams.
- Masters: Campeones Lleyton Hewitt (hombres) y Serena Williams (mujeres).
- Copa Davis: Francia, campeona.
- Copa Federación: Bélgica, campeona.

### Golf
- Masters de Augusta: Tiger Woods, campeón.
- Abierto de Golf de Estados Unidos: Refief Goosen, campeón.
- Abierto Británico de Golf: David Duval, campeón.
- Campeonato de la PGA: David Toms, campeón.
- PGA Gran Slam de Golf: Tiger Woods, campeón.

### Automovilismo
- Fórmula 1: Michael Schumacher conquista su cuarto título de campeón del mundo de Fórmula 1.
- Campeonato del Mundo de Rallys: Richard Burns, campeón.
- Rally París-Dakar: Jutta Kleinschmidt (Alemania), campeona.
- 500 Millas de Indianápolis: Hélio Castroneves, Penske.
- 24 Horas de Le Mans : Frank Biela, Tom Kristensen, Emanuele Pirro. Audi R8 LMP.
- Cart: Gil de Ferran , Penske.

### Motociclismo
- Campeonato del Mundo de Motociclismo:
  - 500 cc: Valentino Rossi, campeón.
  - 250 cc: Daijiro Katoh, campeón.
  - 125 cc: Manuel Poggiali, campeón.
- Rally París-Dakar: Fabrizio Meoni (Italia), campeón.

### Ciclismo
- Tour de Francia: Lance Armstrong gana su tercer Tour de Francia consecutivo, título retirado en 2012.
- Vuelta a España: Ángel Casero se proclama vencedor.
- Giro de Italia: Gilberto Simoni, italiano, ganador.
- Campeonato del Mundo de ciclismo: Óscar Freire (España), campeón.

### Rodeo chileno
- Campeonato Nacional de Rodeo: Juan Carlos Loaiza y Luis Eduardo Cortés, campeones de Chile.

### Otros deportes
- El FC Barcelona, campeón de la Copa de Europa de Hockey sobre patines.
- Los Baltimore Ravens ganaron el Super Bowl XXXV de la NFL.

### Lucha libre
- La empresa estadounidense World Wrestling Federation (WWF) compra a su mayor competencia la World Championship Wrestling (WCW) y también a la Extreme Championship Wrestling.

## Cine

### Estrenos
- 19 de enero: Donnie Darko, de Richard Kelly.
- 26 de enero: The Wedding Planner, de Adam Shankman.
- 31 de enero: Tomás está enamorado, de Pierre-Paul Renders.
- 9 de febrero: Hannibal, de Ridley Scott.
- 9 de marzo: La habitación del hijo, de Nanni Moretti.
- 9 de marzo: 15 minutos, de John Herzfeld.
- 16 de marzo: Exit Wounds, de Andrzej Bartkowiak.
- 13 de abril: El diario de Bridget Jones, de Sharon Maguire.
- 21 de abril: Shin Chan: ¡Los adultos contraatacan!, de Keiichi Hara.
- 25 de abril: "Le fabuleux destin d'Amélie Poulain", de Jean-Pierre Jeunet.
- 27 de abril: Driven, de Renny Harlin.
- 4 de mayo: The Mummy Returns, de Stephen Sommers.
- 11 de mayo: A Knight's Tale, de Brian Helgeland.
- 11 de mayo: El oficio de las armas, de Ermanno Olmi.
- 14 de mayo: La pianiste (La pianista/La profesora de piano) de Michael Haneke.
- 18 de mayo: Shrek, de Andrew Adamson y Vicky Jenson.
- 18 de mayo: Angel Eyes, de Luis Mandoki.
- 25 de mayo: Pearl Harbor, de Michael Bay.
- 1 de junio: Moulin Rouge!, de Baz Lurhmann.
- 8 de junio: Evolution, de Ivan Reitman.
- 8 de junio: Swordfish, de Dominic Sena.
- 11 de junio: Lara Croft: Tomb Raider, de Simon West
- 15 de junio: El Único, de James Wong.
- 15 de junio: Atlantis: El imperio perdido, de Gary Trousdale y Kirk Wise.
- 15 de junio: 13 fantasmas, de Steve Beck.
- 16 de junio: Ghost World, de Terry Zwigoff y John Malkovich.
- 22 de junio: Rápido Y Furioso, de Rob Cohen
- 28 de junio: A.I. Inteligencia Artificial, de Steven Spielberg.
- 30 de junio: Spy Kids, de Robert Rodriguez.
- 4 de julio: Scary Movie 2, de Keenen Ivory Wayans.
- 11 de julio: Pecado original, de Michael Cristofer.
- 13 de julio: Bully, de Larry Clark.
- 13 de julio: Serafín: La película, de René Cardona III.
- 13 de julio: Legally Blonde, de Robert Luketic.
- 18 de julio: Jurassic Park III, de Joe Johnston.
- 27 de julio: Atlético San Pancho, de Gustavo Loza.
- 29 de julio: The Princess Diaries, de Garry Marshall.
- 30 de julio: Buzz Lightyear, Comando Estelar: La aventura comienza, de Tad Stones.
- 2 de agosto: El planeta de los simios, de Tim Burton.
- 3 de agosto: Rush Hour 2, de Brett Ratner.
- 6 de agosto: American Pie 2, de J.B. Rogers.
- 10 de agosto: Ósmosis Jones, de Tom Sito
- 30 de agosto: Jeepers Creepers, de Víctor Salva.
- 4 de septiembre: Rockstar, de Stephen Herek.
- 7 de septiembre: Los otros, de Alejandro Amenábar.
- 29 de septiembre: Zoolander, de Ben Stiller
- 2 de octubre: Barbie en el Cascanueces, de Owen Hurley.
- 5 de octubre: Día de entrenamiento, de Antoine Fuqua.
- 19 de octubre: The Last Castle, de Rod Lurie.
- 21 de octubre: En busca de un beso salvaje, de Eric Bross.
- 2 de noviembre: Monsters Inc., de Peter Docter.
- 16 de noviembre: Harry Potter y la piedra filosofal, de Chris Columbus.
- 22 de noviembre: Nada x Perder, de Quique Aguilar.
- 7 de diciembre: Ocean's Eleven, de Steven Soderbergh.
- 10 de diciembre: Vanilla Sky, de Cameron Crowe.
- 13 de diciembre: A Beautiful Mind, de Ron Howard.
- 19 de diciembre: El Señor de los Anillos: la Comunidad del Anillo, de Peter Jackson.
- 21 de diciembre: Jimmy Neutrón: El niño genio, de John A. Davis.
- 28 de diciembre: Black Hawk Down, de Ridley Scott.

Todas las fechas pertenecen a los estrenos oficiales de sus países de origen, salvo que se indique lo contrario.

### Otros acontecimientos
- La película de Stanley Kubrick 2001: Odisea en el espacio se basa en sucesos ficticios que ocurrirían en este año.

## Música
- ABBA: The Definitive Collection
- A.B. Quintanilla y Kumbia Kings: Shhh!
- Adriana Lucía: Del Corazón a Corazón
- Aerosmith: Just Push Play
- Alberto Plaza: Un día más
- Alejandro Sanz: MTV Unplugged
- Álex Ubago: ¿Qué pides tú?
- Alexandre Pires: Alexandre Pires
- Alice in Chains: Greatest Hits
- Alicia Villarreal: Soy lo prohibido
- Ana Belén: Peces de ciudad
- A-Teens: Teen Spirit
- Anastacia: Freak of Nature
- Ana Torroja: Ana Torroja
- Andrés Cepeda: El carpintero
- Arch Enemy: "Wages of Sin"
- Axel: Mi forma de amar
- Babasónicos: Jessico
- Backyard Babies: Making Enemies Is Good
- Backstreet Boys: "Greast Hits: Chapter one"
- Bandana: Bandana
- Bee Gees: This Is Where I Came In, Their Greatest Hits: The Record
- Benny Ibarra: Todo o Nada
- Berri Txarrak: Eskuak-Ukabilak
- Binomio de Oro de América: Haciendo historia
- Björk: Vespertine
- Blink-182: Take Off Your Pants and Jacket
- Blondie: Reedición de Blondie, Plastic Letters, Parallel Lines, Eat to The Beat, AutoAmerican y The Hunter
- Bob Dylan: "Love and Theft"
- Bobby Pulido: Siempre Estoy Pensando en ti
- Bon Jovi: One Wild Night
- Bow Wow: Doggy Bag
- Britney Spears: Britney
- Café Chorale: Al grano
- Carlos Vives: Déjame entrar (6 de noviembre)
- Callejeros: Sed
- Celia Cruz: La Negra tiene Tumbao
- Cristian Castro: Azul
- Cielo Razzo: Buenas
- Cher: Living Proof
- Christina Rosenvinge: Frozen Pool
- Collective Soul: 7even Year Itch
- Converge: 
  - Deeper the Wound (23 de abril)
  - Jane Doe (4 de septiembre)
- Creed: Weathered.
- Daddy Yankee: EL Cártel II
- Daft Punk:
  - Discovery ()3 de marzo)
  - Alive 1997 (1 de octubre)
- Danza Invisible: Efectos Personales
- David Civera: Dile que la quiero
- Depeche Mode: Exciter
- Desorden Público: Todos sus éxitos (recopilación)
- Diskoteka Avariya: Заколебал ты!
- Diskoteka Avariya: Яйца
- Diskoteka Avariya: Маньяки
- Do As Infinity: Deep Forest (19 de septiembre)
- Dover: I was dead for seven weeks in the city of angels
- Do As Infinity: New World (21 de febrero)
- Drowning Pool: Sinner
- Edith Márquez: Extravíate
- Eighteen Visions: The Best Of Eighteen Visions.
- El Gran Combo: Nuevo Milenio: El Mismo Sabor
- Elvis Presley: Dixieland Rocks
- Elvis Presley: It's Midnight
- Elvis Presley: Memphis Sessions
- Elvis Presley: Silver Screen Stereo
- Enrique Bunbury: Maxi-singles de Pequeño
- Enrique Iglesias: Escape
- Erick Sermon: Music (25 de septiembre)
- Erik Rubín: Quadrasónico
- Estopa: Destrangis
- Fangoria: Naturaleza muerta
- Fear Factory: Digimortal
- Feeder: Echo Park
- Faithless: Outrospective
- Faithless: Back to Mine
- Fischerspooner: #1
- Glass Tiger: Premium Gold Collection
- GLAY: ONE LOVE
- Gorillaz: Gorillaz.
- Green Day: International Superhits!
- Grupo Pesado Todo Tuyo
- Gustavo Cerati: 11 episodios sinfónicos
- Hablando en Plata: A sangre fría
- HIM: Deep Shadows & Brilliant Highlights
- Hoobastank: Hoobastank
- Ill Niño: Revolution Revolución
- Iván Villazón: Juglares legendarios Vol. 1
- Jaguares: Cuando la sangre galopa (11 de marzo).
- Jamiroquai: A Funk Odyssey
- Jeans: Cuatro para las cuatro
- Jennifer Lopez: J.Lo
- Jesús Manuel Estrada: Piel sin alma
- Jimmy Eat World: Bleed American
- John Frusciante: To Record Only Water for Ten Days.
- José José: Tenampa
- Jorge Celedón: Llévame en tus sueños
- Juan Gabriel: Por los Siglos
- Julio Iglesias: Una donna pùo cambiar la vita
- Julio Iglesias: Ao meu Brasil
- Kittie: Oracle
- Katy Perry: Katy Hudson
- Kylie Minogue: Fever
- La Ley: La Ley MTV Unplugged
- La Mosca Tsé-Tsé: Buenos Muchachos
- Lacrimosa: Fassade
- Laïs & Gabriel Yacoub: Le grand vent
- Laïs: Dorothea ltd. ed. (12 de octubre)
- LAPM: Buscando Problemas
- Laura Pausini: Lo mejor de Laura Pausini: Volveré junto a ti.
- La Vela Puerca: De Bichos y Flores.
- Lenny Kravitz: Lenny
- Limp Bizkit: New Old Songs
- Los Bunkers: Los Bunkers
- Los Chiches del Vallenato: La otra mitad
- Los Diablitos: Uniendo corazones
- Los Inquietos del Vallenato: Sueños de colombia
- Los Piratas: Ultrasónica+Sesiones Perdidas
- Los Tigres del Norte: Uniendo Fronteras
- Los Chichos: Ladrón de amores
- Lostprophets: Thefakesoundofprogress.
- Luis Mateus: Inimitable
- Luis Miguel: Mis romances
- Lynda: Polen
- Madonna: GHV2
- Mandy Moore: Mandy Moore
- Malice Mizer:
  - Gardenia (30 de mayo)
  - Beast of Blood (21 de junio)
  - Mayonaka ni Kawashita Yakusoku (30 de octubre)
  - Garnet ~Kindan no Sono e~ (30 de noviembre)
- Manolo García: Nunca el tiempo es perdido
- Mariah Carey: Glitter
- Mariah Carey: Greatest Hits
- Megadeth: The World Needs a Hero
- Melody: De pata negra (17 de junio).
- Michael Jackson: Invincible
- Michelle Branch: The Spirit Room
- Monchy & Alexandra: Hoja en Blanco (reedición)
- Mónica Naranjo: Chicas Malas
- Mœnia: Le Modulor
- Muse: Origin Of Symmetry
- Nacho Cano: Nacho Cano
- N-Sync: Celebrity
- New Order: Get Ready
- Nickelback: Silver Side Up
- Nicky Jam: Haciendo Escante
- Nargaroth: Black Metal ist Krieg - A Dedication Monument
- Niurka: Latín Pop
- NMSO4: You Are Just a Mistake
- OV7: 7 latidos
- Oomph!: Ego
- Opeth: Blackwater Park
- Orquesta Salserín: Impregnado de Ti
- Ozzy Osbourne: Down to Earth
- P.O.D.: Satelite
- Pablo Ruiz: Jamás
- Paul McCartney:Wingspan: Hits and History
- Paulina Rubio: Top hits'
- Paulina Rubio: I'm So in Love
- Pedro Suárez-Vértiz: Lo mejor de Pedro Suárez-Vértiz vol. 2
- Pedro Guerra: Ofrenda
- Pink: M!ssundaztood.
- Pink Floyd: Echoes: The Best of Pink Floyd
- Radiohead: Amnesiac
- Rammstein: Mutter
- Rhapsody of Fire: Rain of a Thousand Flames
- Ricardo Montaner: Sueño repetido
- Rise Against: The Unraveling
- Roberto Carlos: Acústico
- Rocío Dúrcal: Entre tangos y mariachi
- Rosendo: Canciones para normales y mero dementes
- Rosana: Rosana
- Rosario: Muchas flores
- Roxette: Room Service
- Ryan Cabrera: Elm St.
- Saltaperiqueando: Saltaperiqueando con los animales (13 de agosto)
- Shakira: Laundry Service
- Simple Minds: Neon Lights
- Safri Duo : Played a Live
- Sin Bandera: Sin Bandera
- Siniestro Total: La edad de oro del pop español
- Slayer: God Hates Us All
- Slipknot: Iowa
- Smash Mouth: Smash Mouth
- Sôber: Synthesis
- Soil: Scars
- Soledad Pastorutti: Libre
- Sonata Arctica: Silence
- Soulja Slim: Streets Made Me (7 de agosto)
- Sr. Chinarro: La primera ópera envasada al vacío
- Sr. Chinarro: Despídete del lago
- Staind: "Break the Cycle"
- Static-X: Machine
- Stephen Malkmus: Stephen Malkmus
- Sticky Fingaz: Blacktrash: The Autobiography of Kirk Jones (22 de mayo)
- Stone Temple Pilots: Shangri-La Dee Da
- Sugar Ray: Sugar Ray
- System Of A Down: Toxicity
- t.A.T.u.: 200 По Встречной
- Taking Back Sunday: Tell All Your Friends.
- Tarkan: Karma
- Tierra Santa: Cuando la Tierra toca el Cielo
- Tiësto: In my Memory
- The Calling: Camino Palmero
- The Cranberries: "Wake up and Smell the Coffee"
- The Fall: Are you are missing winner
- The Rasmus: Into
- The Shins: Oh, Inverted World
- The Strokes: Is This It (27 de agosto)
- Thalía: Thalía con Banda: Grandes Éxitos
- Thursday: Full Collapse
- Tiziano Ferro: Rojo relativo
- Tommy Torres: Tommy Torres (19 de junio)
- Tom Waits: Used Songs
- Tool: Lateralus
- Travis: The Invisible Band
- Trotsky Vengarán: Durmiendo afuera
- Unos Panas Ahí: Un Mamut Chiquitito (The Little Mammoth)
- Violadores del Verso: Vicios y Virtudes
- Violadores del Verso & Kase-O: Mierda
- Voz Veis: Virao, Primera edición
- Weezer: The Green Album
- Westlife: World of our Own
- Zucchero: Shake

## Premio Nobel
- Física: Eric A. Cornell, Wolfgang Ketterle y Carl E. Wieman.
- Química: K. Barry Sharpless, William S. Knowles y Ryoji Noyor.
- Medicina: Leland H. Hartwell, R. Timothy Hunt y Paul M. Nurse.
- Literatura: Vidiadhar Surajprasad Naipaul.
- Paz: Organización de las Naciones Unidas y Kofi Annan.
- Economía: George A. Akerlof, A. Michael Spence y Joseph E. Stiglitz.

## Premios Príncipe de Asturias
- Artes: Krzysztof Penderecki.[8]
- Ciencias Sociales: El Colegio de México y Juan Iglesias Santos.[8]
- Comunicación y Humanidades: George Steiner.[8]
- Concordia: Red Mundial de Reservas de la Biosfera.[8]
- Cooperación Internacional: Estación Espacial Internacional.[8]
- Deportes: Manuel Estiarte.[8]
- Investigación Científica y Técnica: Craig Venter, Francis Collins, John Sulston, Hamilton Smith y Jean Weissenbach.[8]
- Letras: Doris Lessing.[8]

## Premio Cervantes
- Álvaro Mutis